# Назарян Манвел Артаваздович
Манвел Артаваздович Назарян (вірм. Մանվէլ  Նազարյան, 3 квітня 1958, Єреван) — колишній депутат парламенту Вірменії.

## Біографічні відомості
Народився 3 квітня 1958 року у Єревані.
- 1992—1997 — Єреванський юридично-економічний університет імені Кірка Киркоряна. Психолог.
- 1977—1979 — служив у радянській армії.
- 1979—1982 — працював майстром на взуттєвій фабриці «Масіс».
- 1982—1990 — інструктор на станції автотехобслуговуванняя «Наїрі».
- 1990—1994 — голова кооперативу з виробництва взуття «Айк-7».
- 2000—2003 — заступник директора ЗАТ по експлуатації будівель і споруд єреванської громади Ачапняк.
- 2003—2007 — депутат парламенту. Член постійної комісії з питань оборони, національної безпеки та внутрішніх справ. Безпартійний.